# Jerry Unser
 Jerry Unser fou un pilot estatunidenc de curses automobilístiques nascut el 15 de novembre del 1932 a Colorado Springs, Colorado.
Unser va córrer a la Champ Car a la temporada 1958 incloent-hi la cursa de les 500 milles d'Indianapolis de l'any 1958.
Jerry Unser va morir el 17 de maig del 1959 a les pràctiques per la cursa de les 500 milles d'Indianapolis.

## Resultats a la Indy 500
| Any    | Cotxe  | Sortida | Vel. mitja | Ranking | Final  | Voltes | V. líder | Retirat               |
| ------ | ------ | ------- | ---------- | ------- | ------ | ------ | -------- | --------------------- |
| 1958   | 92     | 24      | 142.755    | 23      | 31     | 0      | 0        | Accident a la sortida |
| Totals | Totals | Totals  | Totals     | Totals  | Totals | 0      | 0        |                       |

| Curses       | 1 |
| Poles        | 0 |
| Voltes líder | 0 |
| Victòries    | 0 |
| Top 5        | 0 |
| Top 10       | 0 |
| Retirades    | 1 |

## A la F1
El Gran Premi d'Indianapolis 500 va formar part del calendari del campionat del món de la Fórmula 1 entre les temporades 1950 a la 1960.
Els pilots que competien a la Indy durant aquests anys també eren comptabilitats pel campionat de la F1.
Jerry Unser va participar en 1 cursa de F1, debutant al Gran Premi d'Indianapolis 500 del 1958.

### Palmarès a la F1
- Participacions: 1
- Poles: 0
- Voltes Ràpides: 0
- Victòries: 0
- Pòdiums: 0
- Punts vàlids per la F1: 0